# Mihla
Mihla est une ancienne commune allemande de l'arrondissement de Wartburg, Land de Thuringe.

## Géographie
Mihla se situe dans une petite vallée de la Werra, sur une hauteur au-dessus de la boucle. Mihla s'étend à l'ouest du Hainich, là où coule la Lauterbach. La Lempertsbach passe au sud du territoire de la commune.
La commune comprend les quartiers de Mihla et Buchenau.
| Frankenroda | Ebenshausen Nazza    | Oppershausen Kammerforst |
| Creuzburg   | Mihla                | Mülverstedt              |
|             | Eisenach Krauthausen | Lauterbach               |

## Histoire
Mihla est mentionné pour la première fois entre 780 et 802 dans un document de l'abbaye de Fulda, ce qui en fait l'une des premières colonisations de la Thuringe. L'ancienne église locale apparaît comme une paroisse mère de la région au moment de la christianisation, d'abord sous l'autorité de l'abbaye d'Hersfeld puis de Fulda.
Le château gris est construit d'abord comme un Wasserburg vers 1200. En 1536, il devient un château de la Renaissance. La structure originale, le "château blanc", est démolie en 1836. La maison de Harstall fait bâtir le château rouge vers 1581 et en fait son domaine.
Mihla et Buchenau sont la scène d'une chasse aux sorcières en 1660. Une femme et un homme sont exécutés après un procès.
Jusqu'en 1933, Mihla fait figure de bastion du SPD. Au cours du Troisième Reich, la commune connaît un développement économique. En 1934, une Reichsführerschule s'installe dans le château rouge.
Pendant la Seconde Guerre mondiale, le pasteur Moritz Mitzenheim tient une "chronique de guerre". Plus de 80 hommes et femmes de différentes nations sont contraints de travailler en usine ou à la ferme. Sur le Harsberg se trouve une batterie anti-aérienne. Quatre bombardiers alliés abattus dans le combat aérien tombent à Mihla et dans les environs.
En mars 1945, une compagnie d'éclairage de la Wehrmacht stationne près de la Werra. Elle fait des pièges contre les chars. Le 31 mars, la population est évacuée. Le lendemain, les chars américains viennent sur la rive gauche de la Werra. Les ponts sont détruits. Le 3 avril, une brève tentative est lancée, la Wehrmacht se retire. Le 4 avril, une jeep de l'armée américaine est détruite par un canon antichar, quatre soldats américains meurent. Auparavant un autre véhicule américain est abattu près de la gare avec un bazooka, il y a un mort et des blessés. Des drapeaux blancs sont hissés. L'infanterie américaine se dirige vers Creuzberg, elle entre dans Mihla à midi précédée par des parlementaires.

## Personnalités liées à la commune
- Ernst Christoph Homburg (1607-1681), poète luthérien
- August Anhalt (1899–1975), peintre

## Source de la traduction
- (de) Cet article est partiellement ou en totalité issu de l’article de Wikipédia en allemand intitulé « Mihla » (voir la liste des auteurs).